# Club Balonmano Cantabria
El Club Balonmano Cantabria (1975-2008) fue un equipo de balonmano español con sede en Santander, fundado en 1975 con el nombre de Grupo Deportivo Teka (también llamado Teka Cantabria), heredero del club La Salle Authi de Los Corrales de Buelna. Es uno de los clubes más laureados de España y de Europa. Debido a problemas económicos, cambió su denominación en 1995, bajo el patrocinio de Caja Cantabria. Esta abandonó su patrocinio en 1999, adoptando el club el nombre de Club Balonmano Cantabria y volviendo a Teka, denominándose el equipo Teka Cantabria hasta su desaparición en el año 2008, tras un breve periodo en el que fue propiedad del Real Racing Club.
A nivel nacional participó en la Liga ASOBAL (nombre que recibe la liga española de balonmano, competición entre clubes de balonmano más importante de España) desde su fundación en 1990 por ASOBAL (Asociación de Clubes de Balonmano de España) hasta la desaparición del club en 2008. La Liga ASOBAL fue la heredera de la antigua liga española de balonmano que, entre 1958 y 1990, y con la denominación de División de Honor, organizó la Federación Española de Balonmano. En total, el club participó en 18 ocasiones en la máxima categoría, ganando el título dos años (1992-93 y 1993-94). Además se adjudicó otros títulos nacionales como la Copa del Rey de Balonmano y la Supercopa de España, ambas en dos ocasiones, o la Copa ASOBAL, que ganó cuatro veces. A nivel internacional se adjudicó en una ocasión la máxima competición europea de balonmano entre clubes, la Copa de Europa, así como el Campeonato Mundial de Clubes de Balonmano, la Recopa de Europa dos años, o la Copa EHF.
A nivel individual destacó Talant Dujshebaev, jugador del club desde 1992 a 1997 y que fue nombrado en dos ocasiones Jugador del Año de la IHF, además de adjudicarse a lo largo de su carrera numerosos títulos nacionales e internacionales. Durante la mayor parte de su historia, el club jugó en el Pabellón de La Albericia, aunque también en sus últimas temporadas disputó partidos en el Palacio de Deportes de Santander, que disponía de mayor capacidad que el anterior.

## Historia

### Inicios
Se fundó en 1975 con el nombre de Grupo Deportivo Teka tras la fusión del La Salle Authi y el Santander OJE. Por motivos de patrocinio se llamó GD Teka Ciclotour. Ocupó la plaza del club La Salle Authi de Los Corrales de Buelna, ya que sus instalaciones no estaban cubiertas y no podía participar en la segunda categoría nacional. El portero de La Salle Authi, José Antonio Revilla, fundó este club tras hablar con José Gómez, responsable de la empresa Teka, que los patrocinó con 25 000 pesetas y accedió a ser el presidente de la entidad. Tras varios años en la segunda división, en la temporada 1979-80 disputó la fase de ascenso a División de Honor, la máxima categoría nacional. Para ello debía imponerse en uno de los dos grupos creados, pero no lo consiguió. Al año siguiente tampoco pudo, siendo el malagueño Caja de Ronda el que ascendió en el grupo B. El siguiente año también disputó la fase de ascenso, pero ascendió en esta ocasión el Caja Madrid, en el grupo 2. En la temporada 1982-83 volvió a disputar el ascenso y se enfrentó en el grupo A al NIFSA Las Palmas, al Móstoles y al San Antonio. Tras cinco encuentros, el Teka se enfrentó en Santander al NIFSA, líder del grupo. Venció por 25-15 y ascendió de categoría. Poco después se enfrentó al campeón del otro grupo, que también consiguió el ascenso, el Granollers-2. Este partido decidía el campeón nacional de Primera, y ganó el Teka por 26-21. El equipo en ese partido estuvo compuesto por Goñi, Badín, Merino, Iglesias, Solar, Morante, Mazorra, Charly, Sagarduy, Sanromán, Bárcena y Ortiz. Habían pasado ocho temporadas en Primera División y tres intentos frustrados en las diferentes fases de ascenso a División de Honor, en las cuales se había mantenido el mismo entrenador, Rafael Pastor, y el mismo capitán, Pedro Bárcena.

### 1983-84
En su primera participación en División de Honor (1983-84) fue el noveno clasificado con 21 puntos y mantuvo la categoría en la última jornada, en la que ganó al Cajamadrid por 31-25. En dicha temporada destacó Senad Fetahajić, que había sido fichado junto a Gordan Žigić, Estrella, Postigo, Francés, Domínguez y Eslava.

### 1984-85
En la temporada 1984-85 ficharon al portero Miguel Ángel Zúñiga, a Julián Ruiz, a Ramos, a Juan Carlos Ben Modo, a Paco Otí, y al balcánico Slobodan Batinović. Consiguieron disputar la Copa del Rey, aunque fueron eliminados en semifinales por el F. C. Barcelona. Sin embargo, el Barcelona se enfrentó en la final al Atlético de Madrid, que también estaba clasificado para competiciones europeas, por lo que los semifinalistas disputaron un encuentro para saber quien disputaría el año siguiente la Recopa de Europa de Balonmano. El Teka se enfrentó en Alcalá de Henares al Tecnisa Alicante y ganó por 30-20. Este año, para determinar el ganador del título de liga se disputaron dos fases. La primera fase servía para poder dividir la segunda en tres grupos, el que disputaba el título, el de permanencia y el de la zona media. El Teka se clasificó en el grupo B (zona media), y fue primero con 8 puntos, solo por detrás de los cuatro miembros del grupo que luchaba por el título, Atlético de Madrid, Barcelona, Tecnisa y Cacaolat Granollers.

### 1985-86
En la temporada 1985-86 disputó por primera vez una competición europea, la Recopa de Europa. Para afrontar esta temporada se prescindió de Fetahajić y Žigić y se fichó a Cimic, a Eduardo Sala y a Carlos Juan. En la primera ronda se enfrentó al HC Volksbank Köflach de Austria, al que ganaron en ambos partidos por 25-27 y 31-23. En los octavos de final vencieron al Vikingur Reikiavik de Islandia por 21-22 y 20-18. En los cuartos de final se enfrentaron al VÁEV Epitok de Hungría, al que ganaron en casa por 19-16, pero ante el que perdieron por 29-20 en Veszprém, siendo eliminados.
Tras un mal comienzo en la liga, el responsable de la sección de balonmano, Antonio Revilla, sustituyó al entrenador Rafael Pastor por el exjugador Luis Morante. Con el cambio ganaron al Atlético de Madrid y terminaron clasificándose para disputar la segunda fase entre los mejores, en el grupo A. Sin embargo, fueron sextos y últimos del grupo, por lo que no pudieron disputar la tercera fase entre los cuatro mejores. Finalmente fueron segundos del grupo A-2 y pudieron disputar como sextos de la liga la Copa del Rey. La Copa del Rey se disputó en dos sedes, en Santander y en Alicante. El Teka se enfrentó en casa al Atlético de Madrid y al Cacaolat Granollers, para acceder a la semifinal contra el Barcelona. Sin embargo, perdió por 26-20, a pesar de haber llegado a ir ganando por 16-17.

### 1986-87
En la temporada 1986-87 se sustituyó a Cimic y Batinović por otros dos yugoslavos, Mladinović y Rašić, que procedían del RK Metaloplastika Šabac. Otros fichajes fueron Esteban, Félix Martínez y Miera. Se clasificaron para disputar la segunda fase en el grupo A-1, en el cual llegó a ir primero tras ganar al Barcelona en el Palau. Sin embargo, una mala racha no les permitió acceder a la eliminatoria por el título y terminaron últimos con tres victorias, dos empates y cinco derrotas. En la tercera fase solo pudieron ser terceros tras el Atlético de Madrid y el Cacaolat, y no pudieron tampoco participar en la Copa del Rey.
Al año siguiente se contrató al portero Perico García, al central Chechu Villaldea, al pívot Luisón García, al lateral danés Otto Mertz, y al entrenador Javier García Cuesta. Se modificó el sistema de liga, con una primera fase con 12 equipos y una segunda en la cual se sumaban los puntos conseguidos entre los equipos que componían el grupo, 6. El equipo pasó a la segunda fase como sexto clasificado con 8 puntos acumulados y terminó siendo el quinto con 16 puntos. Se clasificó para la Copa del Rey, celebrada en Gerona, pero fue eliminado en los cuartos de final ante el Cajamadrid por 27-23.

### 1988-89
En la 1988-89 causaron baja Mladinovic y Mertz, y se fichó al portero sueco Mats Olsson, al lateral islandés Arason, a Juan Francisco Muñoz Melo, a Javier Cabanas y a Nico Pradas. Lograron su primer título oficial, la Copa del Rey de Balonmano al vencer por 25-21 al F. C. Barcelona en Bilbao, tras haber ganado anteriormente al TNT Uniexpress (25-17) y al Cajamadrid (25-18). Además, en la Liga se clasificó para la segunda fase por el título, ante otros siete equipos. Fue líder durante la novena jornada, pero perdió contra el Barcelona y finalmente solo pudo ser segundo.

### 1989-90
Al año siguiente (1989-90), el entrenador García Cuesta se hizo cargo de la selección nacional y se contrató a Manolo Cadenas para sustituirle. También firmaron por el club Jaume Puig, Carlos Álvarez y Aitor Echarburu para completar la plantilla. Disputó otra vez la Recopa de Europa de Balonmano, en la que venció al SC Empor Rostock, al TV Grosswallstadt, al Veszprém y por último al HK Drott de Halmstad para adjudicarse su primer título europeo. En su primera participación en la Supercopa de España de Balonmano jugaron una liguilla ante el Cajamadrid y el Barcelona, pero fue derrotados por ambos en Éibar. En la liga no se disputaron fases, hubo un solo grupo de dieciséis participantes. Toda la temporada fue muy disputada; en la 23.ª jornada el Teka le quitó el primer puesto al Barcelona, pero perdieron en la 26.ª jornada contra el Cajamadrid y terminaron segundos. Este último equipo los eliminó en los cuartos de final de la Copa del Rey.

### 1990-91

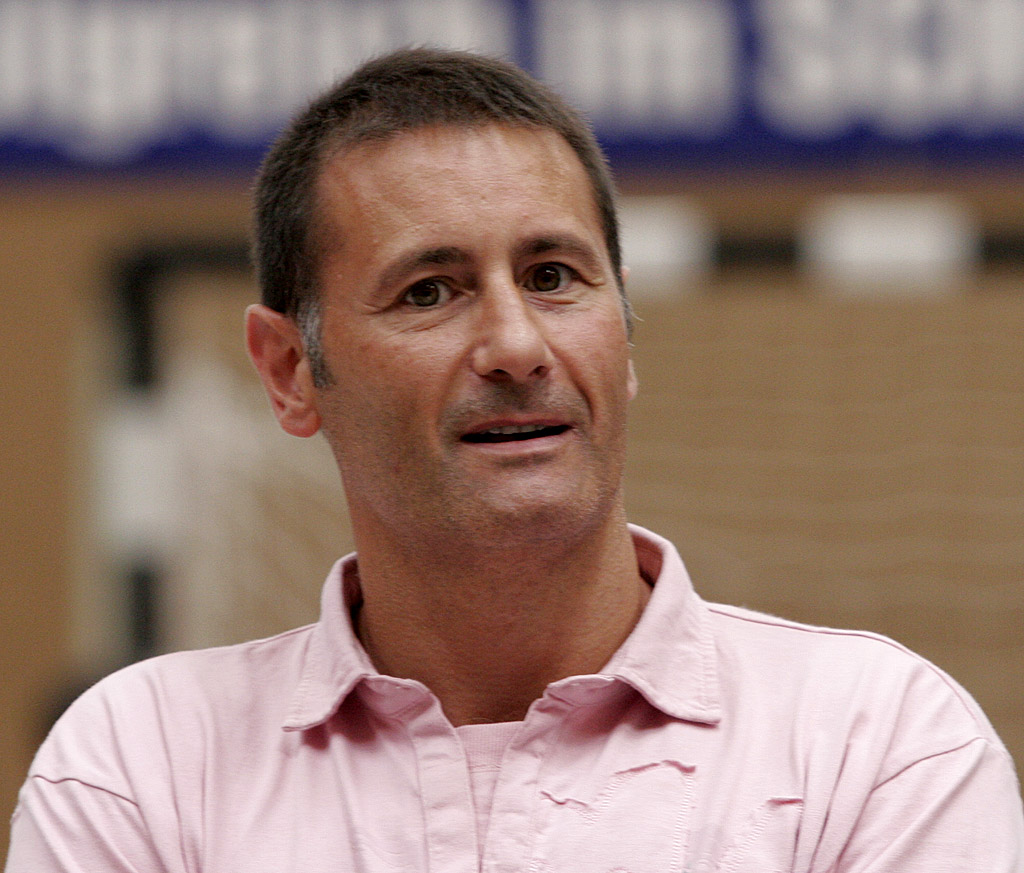
Jaume Fort, jugador del equipo entre 1994 y 1999.

En la primera competición de la temporada 1990-91, la Supercopa de España de Balonmano, derrotó al Elgorriaga Bidasoa en las semifinales por 29-19, pero a continuación perdió ante el Barcelona por 22-18 en la final. Debido a que el año anterior había sido el campeón de la Recopa de Europa tuvo la posibilidad de escoger entre disputar nuevamente esta competición o la Copa IHF por su segundo puesto en la liga, decantándose finalmente por la primera. En ella, eliminaron al RK Zagreb en cuartos de final, pero fueron derrotados 22-20 y 24-24 por Elgorriaga. En la Liga se volvió al sistema de fases, con dos grupos en los que se clasificaban los cinco primeros para el título. Tras acceder al grupo 1 de la segunda fase, estuvieron empatados con el Barcelona en el primer puesto durante varias jornadas, hasta que perdieron contra el Cacaolat Granollers y el propio Barcelona, para acabar finalmente segundos. El Barcelona venció también en la Copa de Europa, lo que adjudicó para el siguiente año otra plaza más en dicha competición, que fue adjudicada al segundo clasificado en la liga, el Teka. En la Copa del Rey, disputada en enero, derrotaron al Mepamsa San Antonio, al Alzira Avidesa y al Barcelona, para adjudicarse el tercer puesto, ya que en las semifinales habían sido derrotados por Elgorriaga. También se celebró la primera edición de la Copa ASOBAL en Ibiza, que daba acceso a la Copa IHF del siguiente año. Se clasificaron los dos primeros de cada grupo, Barcelona y Avidesa del grupo A y Atlético de Madrid y Teka del B. En las semifinales derrotaron al Barcelona por 21-13 y ganaron la final contra el Avidesa por 30-29, adjudicándose el título.

### 1991-92

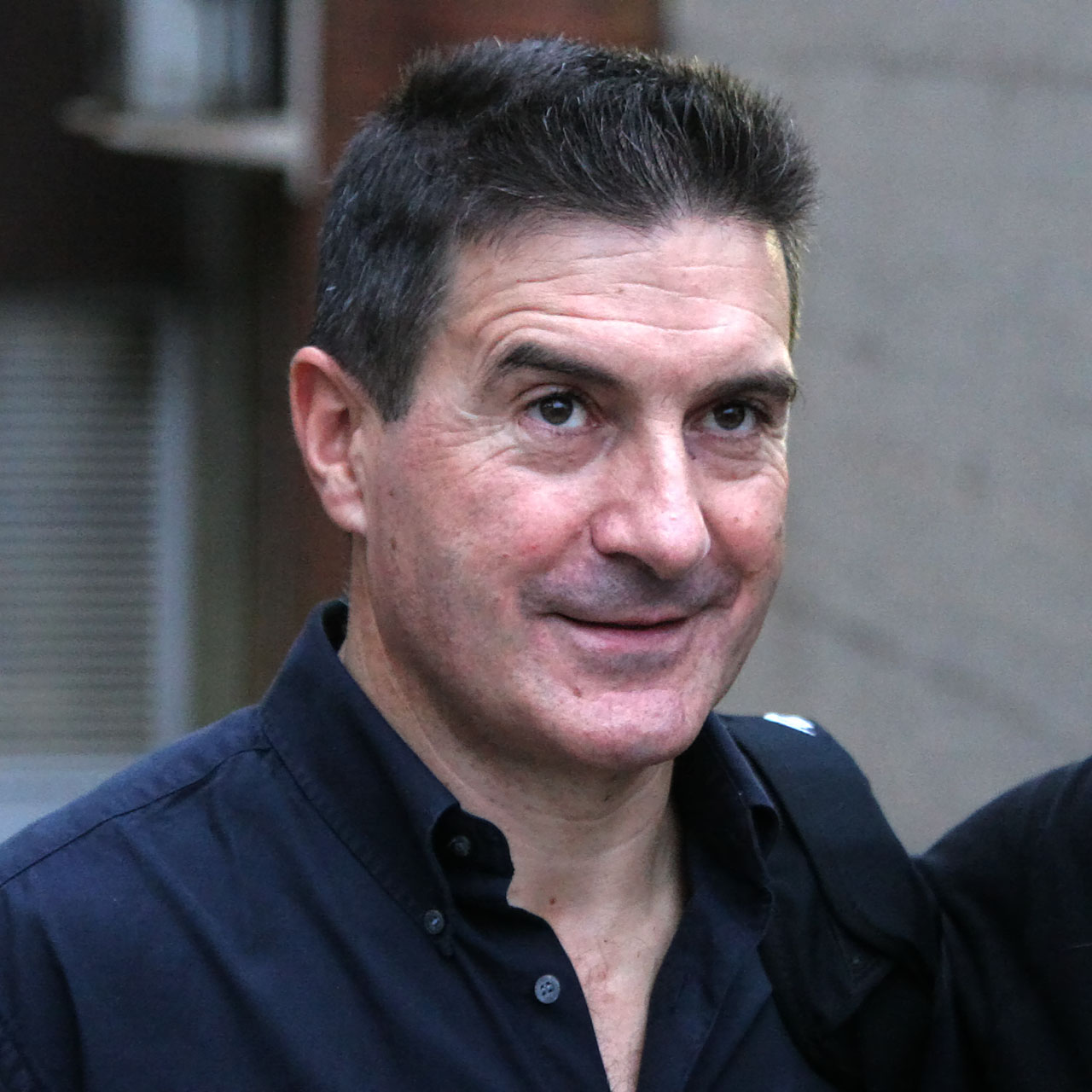
Manolo Cadenas, entrenador del equipo de 1989 a 1991.

Para la temporada 1991-92 ficharon a Emilio Alonso como entrenador y a Eduard Medvedev, Javier Reino y Luisón García como jugadores. En la Supercopa de España fueron eliminados en semifinales por el Barcelona, 20-11. Sin embargo, ganaron el título en la Copa ASOBAL por segunda vez consecutiva, en esta ocasión celebrada en Santander. Derrotaron al Barcelona en la semifinal por 19-18 tras una prórroga y al Elgorriaga por 26-25. En la liga pasaron la primera fase y se clasificaron para la segunda, que daba acceso al título. Terminaron en quinto lugar tras el Barcelona, Granollers, Atlético de Madrid y Alzira Avidesa. En la Copa del Rey se clasificaron para semifinales tras superar al Elgorriaga 23-12, pero se vieron sorprendidos por el Avidesa, 20-16. En la competición europea, la Copa de Europa de Balonmano, se enfrentaron en primera ronda al Académico de Braga, contra el que perdieron por 20-15 en la ida y al que ganaron por 27-17 en la vuelta. En los octavos de final eliminaron al Eti Biscuits tras perder en Turquía por 30-28 y ganar en Santander 32-17. En los cuartos de final se enfrentaron al Elektromos de Budapest al que vencieron por 24-28 y por 30-18. La semifinal les enfrentó al campeón, el Barcelona, ante el que empataron 14-14 en Santander y al que derrotaron en Barcelona por 23-24. En la final, sin embargo, cayeron contra el RK Zagreb (22-20 en Graz y 18-28 en Santander).

### 1992-93
En la temporada 1992-93 el club fichó a Mateo Garralda, a Mijail Jakimovic y a Talant Dujshebaev. En la Supercopa de España de Balonmano, celebrada en Torrelavega, ganó en el primer partido al Barcelona por 21-19 y en el segundo al Avidesa por 28-19, adjudicándose el título y el lingote de oro para el ganador. En la competición europea, ganó la última edición de la Copa IHF, competición organizada por la Federación Internacional de Balonmano, que sería sustituida al año siguiente por la Copa EHF, organizada por la Federación Europea de Balonmano. De esta manera se convirtió en el único equipo español en adjudicarse dicho título en la historia. En los octavos de final se enfrentaron al CSKA Moscú, al que ganaron por 26-16 en casa y perdieron 25-22 fuera, en los cuartos de final ganó al Asko Linde de Linz por 31-22 y 19-21, y en semifinales al CSA Steaua Bucarest al que derrotó por 16-26 y 31-25 para acceder a la final. En ella se enfrentaron al Bayer Dormagen, equipo contra el que perdieron por 24-20 en la ida, y al que derrotaron por 26-20 en Santander ante 3500 espectadores. En la Copa ASOBAL derrotaron en semifinales por tercera vez consecutiva al Barcelona, en esta ocasión 29-28, aunque perdió en la final ante Elgorriaga por 27-23. En la Copa del Rey por su parte se vieron superados en cuartos de final por el Avidesa, 29-22. En cuanto a la Liga ASOBAL, se disputaba una liga previa que daba acceso a disputar la eliminación directa (playoff). El equipo se adjudicó la fase de liga, en la que solo sufrió un empate y dos derrotas en dieciocho partidos. En la eliminación directa ganaron en los cuartos de final al Arcos de Valladolid por 2 partidos a 0, al Avidesa por idéntico resultado y se enfrentaron en la final al Granollers, que a su vez había derrotado al Barcelona. En el primer partido en Santander ganaron por 30-29 y en la vuelta por 22-25, y obtuvo así el primer título de Liga en su historia.

### 1993-94

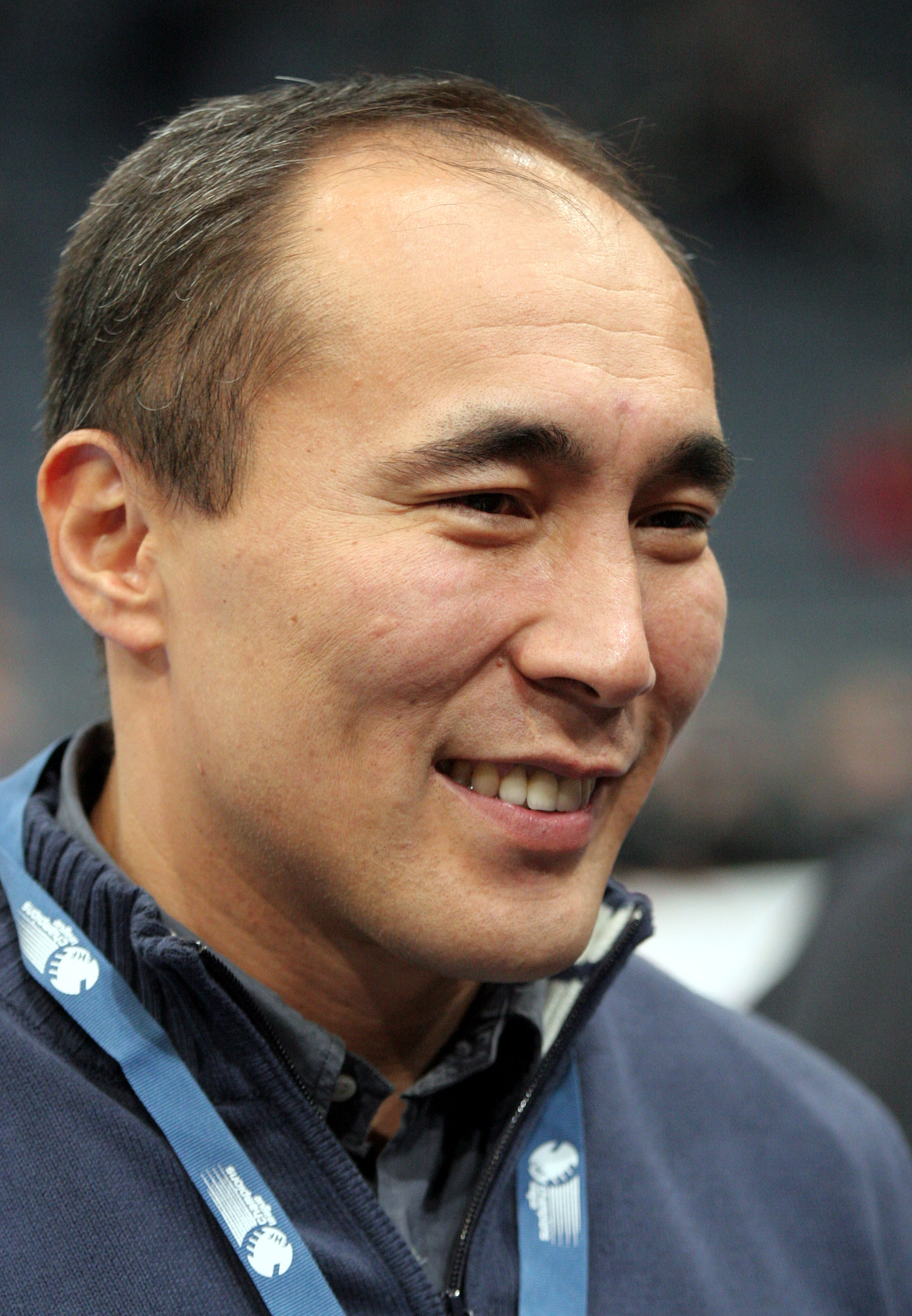
Talant Dujshebaev, jugador del equipo desde 1992 hasta 1997.

En la temporada 1993-94 disputó las semifinales del primer título de la temporada, la Supercopa, contra Elgorriaga y perdió por 23-22 en Zaragoza. En la Liga ASOBAL comenzaron en el grupo B de clasificación y fueron terceros de grupo tras haber sido derrotados por Elgorriaga en dos partidos y el Barcelona, y haber empatado en tres ocasiones. Para la siguiente ronda pasaron los cuatro mejores de cada grupo y se contabilizaron los puntos obtenidos contra los otros tres rivales de la ronda anterior; el Teka solo sumó cuatro puntos en esta fase por lo que no pasó a la siguiente ronda. La actuación del entrenador Javier García Cuesta se puso en entredicho por no poder clasificarse el equipo para la Copa ASOBAL y el empate ante el Valladolid en la fase previa de la Copa del Rey resultó en su dimisión en enero. Ya con Julián Ruiz como entrenador solo perdieron otros dos partidos en la liga y consiguieron acceder al playoff por el título como segundos de grupo. A comienzos de año se publicaron diversas noticias sobre los problemas económicos del club y con Mateo Garralda, que se lesionó jugando al fútbol sala mientras declaró al club que se había caído por las escaleras. En los cuartos de final de la liga se enfrentaron al Cadagua Gáldar, al que derrotaron en dos encuentros. En semifinales tuvieron que disputar tres encuentros para deshacerse del Alzira Avidesa. Contra todo pronóstico, el Barcelona, que había sido el campeón de la liga regular, fue eliminado en las semifinales contra Elgorriaga y se enfrentó al Teka en la final. El primer partido lo ganó el Teka en los penaltis, en el segundo venció por 23-16, el tercero fue para Elgorriaga por 24-19 y el último lo ganó por 22-23, adjudicándose su segundo título de liga consecutivo. En la Copa de Europa de Balonmano disputaron la primera fase ante el Veszprém KC de Hungría, al que derrotaron para acceder a la liguilla, en el grupo B. Ahí se enfrentaron al RK Celje, al UHK Volksbank Viena y al SG Wallau-Massenheim y acabaron primeros de grupo, ya que solo el Viena y el Wallau los vencieron fuera de casa. En la final se enfrentaron al ABC Braga contra el que empataron en la ida en Portugal por 22-22 y al que ganaron en la vuelta en Santander por 23-21, obteniendo así el segundo título de la temporada y el primero en la máxima competición continental.

### 1994-95

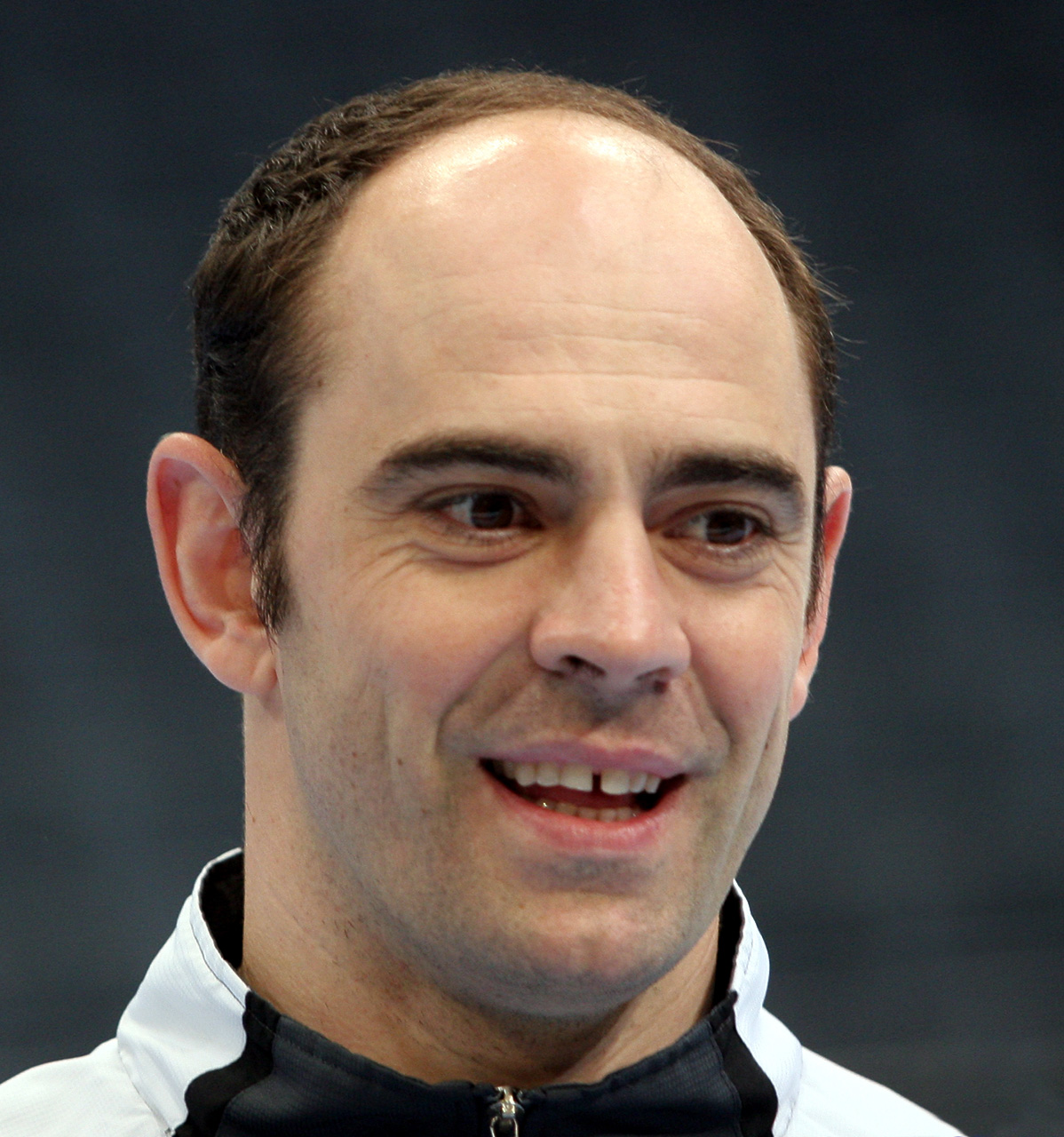
José Javier Hombrados, jugador del equipo desde 1993 a 1995.

En la temporada 1994-95 se adjudicó el primer título de la temporada, la Supercopa de España de Balonmano, por segunda vez en su historia. El partido se disputó en Granada ante 5500 espectadores y el Teka ganó al campeón de la Copa del Rey, el Barcelona, por 22-20. En los octavos de final de la Copa del Rey de Balonmano derrotó al Club Balonmano Ademar León por 20-29 y 28-31, y se clasificó para la fase final celebrada en Ciudad Real en febrero. Cuando comenzaron los cuartos de final el equipo ya había sido derrotado en la Copa de Europa y no tenía opciones de conseguir el título de liga, por lo que se centró en ganar la competición. Se enfrentó primero al Seguros Solíss, al que superó por 21-28. En semifinales ganó al Elgorriaga, en un final ajustado, por 31-32, y por último ganó a la Sociedad Deportiva Octavio por 27-25. En los cuartos de final de la Copa ASOBAL se enfrentó al Puleva Maristas, al que vencieron en ambos partidos, incluso con récord de goles en la vuelta (43-18). En semifinales se enfrentó al Octavio y ganó por 28-24, sin embargo, en la final el Barcelona ganó por 30-22 en Vigo. En febrero en la Copa de Europa perdieron contra el Kolding IF, y se confirmó que los tres puntos que habían conseguido hasta entonces no eran suficientes para alcanzar al líder, el Badel Zagreb, que se clasificó para la final. En la liga finalmente fueron terceros tras Elgorriaga y Barcelona, con seis puntos menos que ambos. El Grupo Teka anunció que no quería seguir siendo el único soporte del equipo, cuyo presupuesto era de 300 millones de pesetas. Según palabras del gerente, el club solo consiguió el 15 % de sus objetivos, aunque la temporada fue provechosa para el jugador Talant Dujshebaev, elegido Jugador del Año de la IHF (1994) y mejor jugador del torneo en la Copa del Rey.

### 1995-96

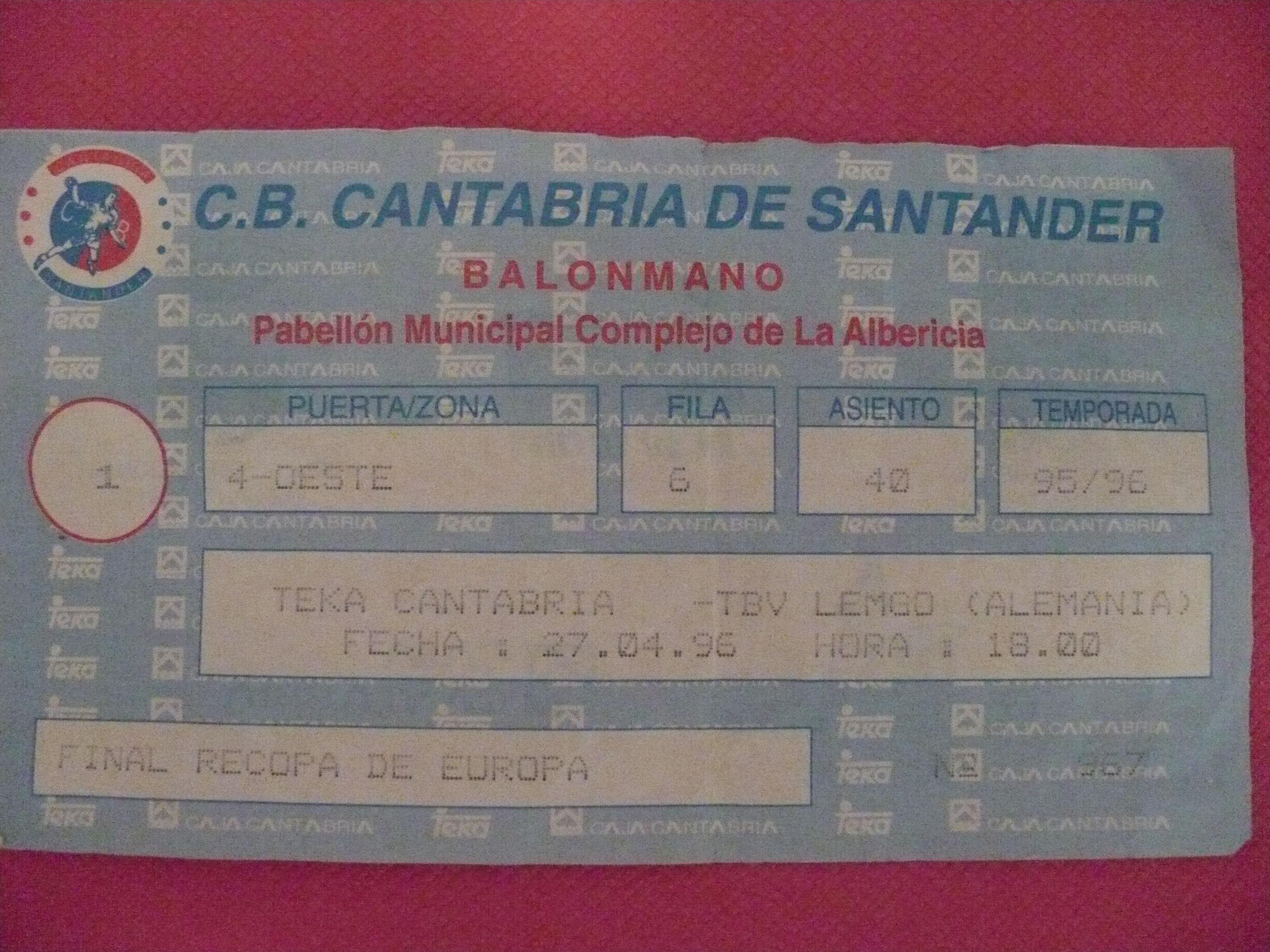
Entrada para el partido de vuelta de la final de la Recopa en La Albericia entre el Cantabria y el TBV Lemgo (27 de abril de 1996).

En la temporada 1995-96 el club pasó a llamarse Club Balonmano Cantabria, tras dejar de ser el Grupo Teka el principal patrocinador, aunque se denominó también Club Balonmano Teka Cantabria, tras la fusión con el Clubasa y el Salesianos. Primero disputó la Supercopa de España, como campeón de la Copa del Rey el año anterior, pero perdió en Santander ante Elgorriaga por 28-29. También disputó la Recopa de Europa, llegando hasta la final, donde perdió contra el TBV Lemgo alemán por 49-45 (24-19 y 26-25). Anteriormente había vencido al Fraternelle luxemburgués, al Sparkasse Stadtwerk austriaco, al OM Vitrolles francés y al Estrella Roja yugoslavo. Los cuatro primeros clasificados en la primera vuelta de la Liga se disputaron la Copa ASOBAL, que ganó el Barcelona tras derrotar en la final al Cantabria por 24-23 en Castellón. En la Copa del Rey, el Granollers lo eliminó en la prórroga de los cuartos de final (29-30). En la liga fueron segundos tras el Barcelona, que solo perdió un encuentro. A final de temporada se anunció que el club pasaría a llamarse Club Balonmano Caja Cantabria.

### 1996-97
La temporada 1996-97 se inició con un problema de tramitación de la ficha federativa de Mats Olsson, que era el cuarto extranjero del equipo. Finalmente pudo jugar en octubre gracias al caso Bosman, norma que hizo desaparecer los cupos de los jugadores extranjeros. Antes de terminar el año Dujshebaev recibió por segunda ocasión el IHF Jugador del Año, además de una oferta del Nettelstedt alemán, por lo que fue traspasado a final de temporada. En la Copa ASOBAL se enfrentaron los cuatro primeros de la Liga, y el Teka se adjudicó el título tras ganar en la final al Ademar por 30-22. Su segundo título de la temporada fue el Campeonato Mundial de Clubes de Balonmano, que se adjudicó en la final ante el Drammen HK noruego en Viena (30-29). En la Liga solo pudieron ser terceros tras el Barcelona y el Ademar. En la Copa del Rey ganó al Ciudad Real y al Gáldar, pero perdió la final contra el Barcelona por un ajustado 30-29. En la Copa de Europa derrotó al BK 46 Karis finlandés en los dieciseisavos de final, y se clasificó para la liguilla, en la que fueron segundos tras el RK Celje. Sin embargo, el THW Kiel los batió en los cuartos de final por 26-23 y 19-24.

### 1997-98

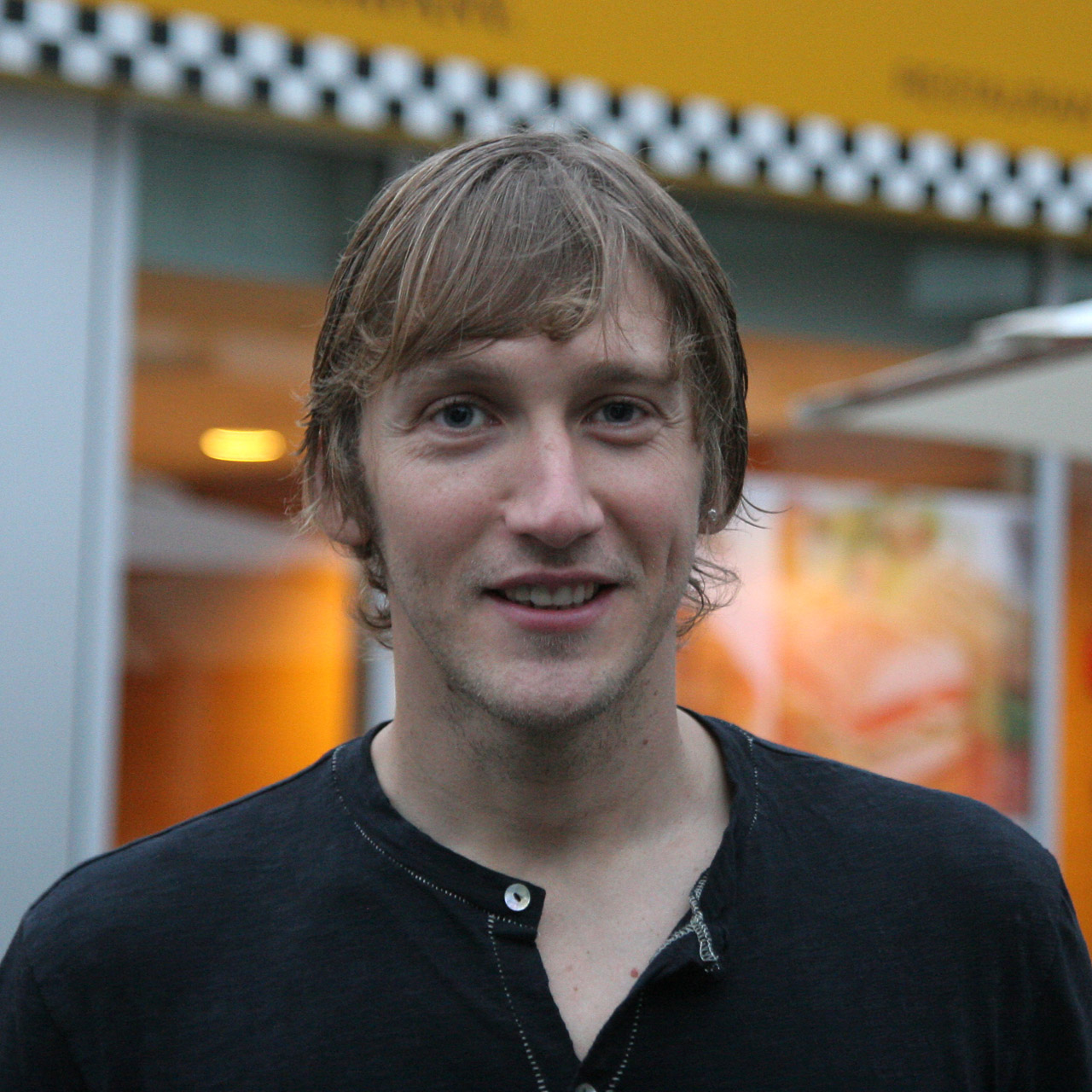
Venio Losert, jugador del equipo en la temporada 2000-01.

En esta temporada el club consiguió sus dos últimos títulos: la Copa ASOBAL y la Recopa de Europa de Balonmano. En la Copa ASOBAL se enfrentaron al Barcelona, al San Antonio, y al Ademar León. En las semifinales derrotaron al Barcelona por 27-33, que no había sido vencido en toda la temporada, y en la final al Ademar por 24-26. En la Recopa de Europa ganaron al HC erdgas Linz, al HC Kovopetrol Plzen, al GOG Gudme, y al Viking Stavanger, para acceder a la final ante el HSG Dutenhofen/Münchholzhausen alemán, al que derrotaron por 30-15 y 26-24. En la Supercopa de España fueron vencidos por el Barcelona 30-28 a principio de temporada. La Copa del Rey se celebró en febrero y ganaron en cuartos de final al Valladolid por 37-29, aunque fueron eliminados en semifinales contra el San Antonio por 28-23. Terminaron la temporada regular de la liga en cuarto lugar, por detrás de Barcelona, San Antonio y Ademar. En la eliminación directa, el título fue para el Barcelona al derrotar al Caja Cantabria en las semifinales por 32-24 y 26-24, y al San Antonio en la final por 35-27, 32-20 y 29-25.

### Sequía y descensos

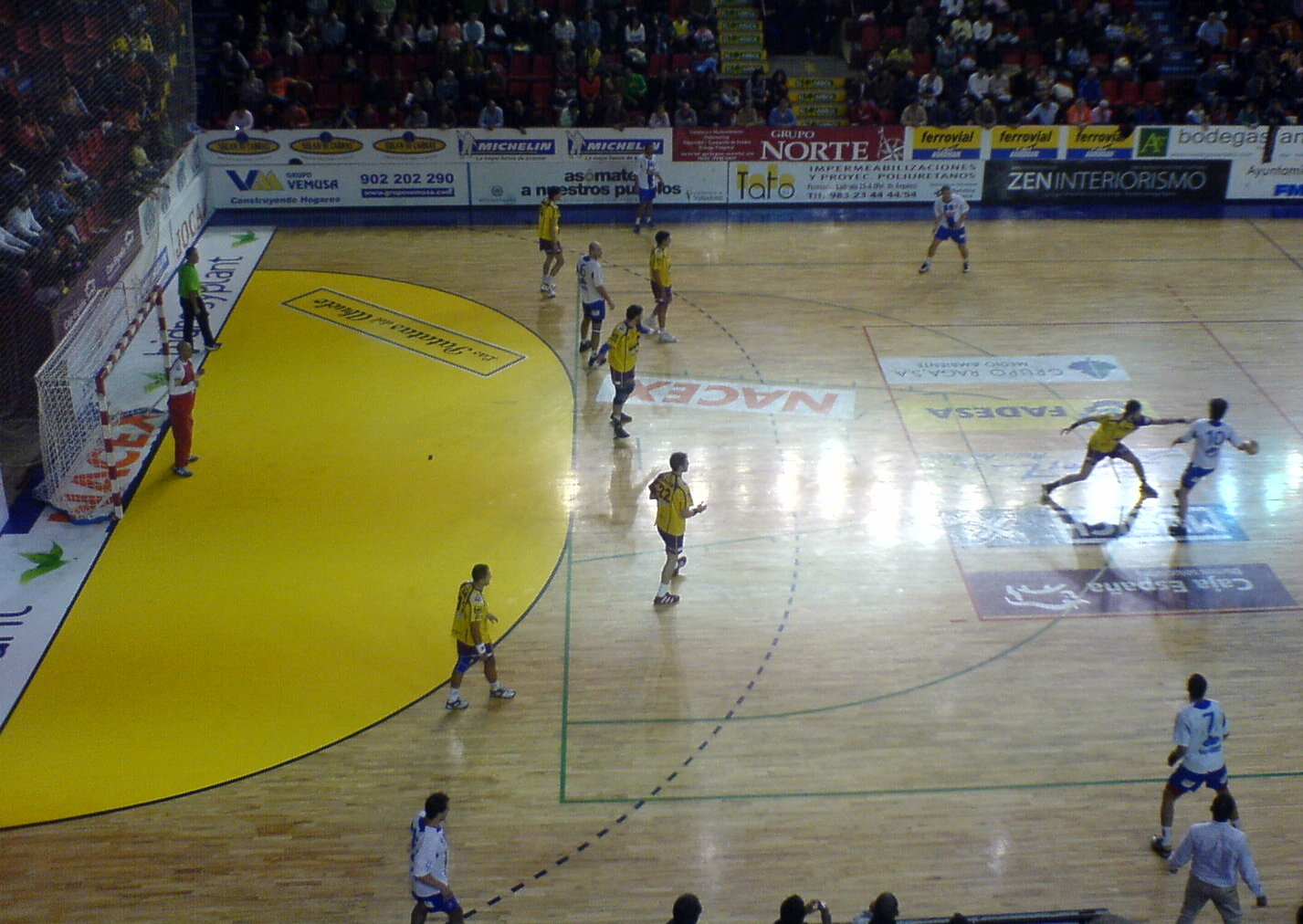
Encuentro de la Liga ASOBAL 2007-08 ante el BM Valladolid, celebrado en el Polideportivo Huerta del Rey, Valladolid.

Disputó por primera vez la Supercopa de Europa en noviembre de 1998, pero fue derrotado en semifinales por el Badel Zagreb. Finalmente fue tercero tras derrotar al IFK Skövde. En la temporada 1998-99 se clasificaron en quinto lugar en la Liga ASOBAL. En la Recopa de Europa eliminaron al Otterup HK, al Goldmann Druck Tulln, al IL Runar Sandefjord y al Partizan de Belgrado, para acceder a la final contra el Ademar León, que los derrotó por 20-19 y 23-32. En la Copa ASOBAL llegaron a las semifinales, pero fueron eliminados por el Barcelona 27-25. En la Copa del Rey se enfrentaron en los cuartos de final al Valladolid, al que vencieron por 27-25, pero fueron derrotados por el Portland San Antonio en las semifinales por 30-28.
A comienzos de la temporada 1999-2000 se anunció que continuaban sus problemas financieros, y finalmente el consejo de administración del Real Racing Club de Santander se hizo cargo de la gestión del club. A pesar de eso, jugó otra vez la Recopa de Europa, donde eliminó al Madeira SAD antes de ser derrotado en los cuartos de final por el Portland San Antonio. En la Liga ASOBAL fue el cuarto clasificado, pero fue eliminado en los cuartos de final del playoff ante el Bidasoa, contra el que perdió en los dos encuentros disputados. Se clasificaron entre los cuatro primeros clasificados de la primera vuelta y así accedieron a la Copa ASOBAL, en la que fueron eliminados por el Barcelona, 26-18. En la Copa del Rey fueron eliminados en los cuartos de final ante el Gáldar, 22-27.

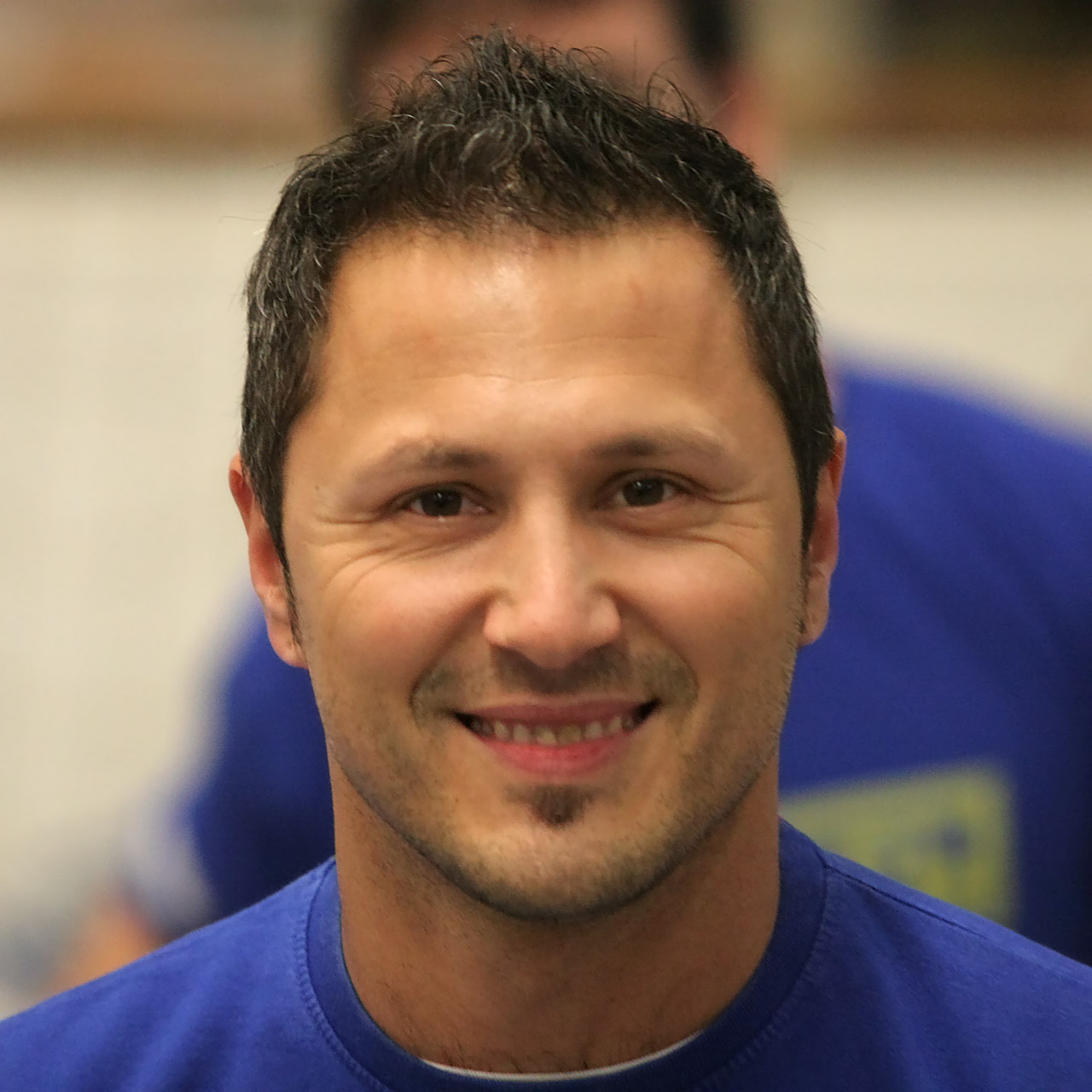
Žikica Milosavljević, jugador del equipo de 2004 a 2007.

Desde 1999 hasta 2006 encadenó una serie de temporadas sin ganar ningún título, sumido en una crisis económica y deportiva de la que, sin embargo, consiguió salir adelante sin perder la categoría ninguna temporada. En la temporada 2000-01 terminaron novenos en la liga con diecinueve puntos, y disputaron la Copa EHF, donde el Sporting de Lisboa los eliminó en la cuarta ronda.
En las dos temporadas siguientes (2001-02 y 2002-03) acabaron sextos y séptimos en la liga, con 32 y 30 puntos respectivamente. Compitieron en la Copa del Rey en ambas temporadas, con sendas derrotas ante el Ciudad Real (25-35 en 2002 y 20-24 en 2003) en los cuartos de final. En la temporada 2003-04 llegaron a los cuartos de final de la Copa EHF, su última aparición en competiciones europeas, y fueron novenos en la Liga con 26 puntos, además de ser eliminados nuevamente en los cuartos de final de la Copa del Rey, en esta ocasión contra el Teucro. En las ligas de las temporadas 2004-05 y 2005-06 fueron undécimos y decimoterceros respectivamente, y no se clasificaron para otras competiciones nacionales o internacionales.
En la temporada 2006-07 se consumó su descenso a División de Honor B, 24 años después de su ascenso y con un amplio palmarés nacional e internacional. Fue penúltimo clasificado con diecisiete puntos, solo por delante del Club Deportivo Bidasoa. Sin embargo, poco después volvió a ascender administrativamente en detrimento del CB Altea, al renunciar este último por motivos económicos. En la temporada 2007-08 consiguió la permanencia en la máxima categoría con el decimocuarto puesto y diecisiete puntos al ganar al Ademar León en un partido emocionante, con un gol del danés Bo Spellerberg a falta de unos pocos segundos para la finalización del encuentro.
En agosto de 2008 se anunció que tras haber perdido su plaza en la Liga ASOBAL al no haber entregado los avales exigidos por la Federación, la Liga y la Asociación de Jugadores, también perdía su plaza en la División de Honor B, al no cumplir el plazo marcado por la Real Federación Española de Balonmano.

## Patrocinadores
Se fundó con el nombre de Grupo Deportivo Teka Santander, heredero del club La Salle-Authi de Los Corrales de Buelna. Por motivos de patrocinio se denominó GD Teka Ciclotour. En 1995 el Grupo Teka dejó de ser el principal patrocinador y el equipo se denominó Club Balonmano Cantabria durante la temporada 1995-96. En mayo de 1996 se anunció que la entidad bancaria Caja Cantabria sería el nuevo patrocinador, pero dejó de serlo en 1999, tras lo cual el equipo adoptó otra vez el nombre de Club Balonmano Cantabria. Con el regreso del patrocinio del Grupo Teka, se denominó Teka Cantabria hasta su desaparición en el año 2008, tras un breve periodo en el que fue propiedad del Racing de Santander.

## Otras secciones
En 1996 se produjo un cambio de denominación del club tras la fusión del GD Teka (que disponía de un equipo en División de Honor), el Club Balonmano Santander (con un equipo en la máxima categoría nacional femenina, División de Honor, otros dos en 1.ª y 2.ª Nacional masculinas, además de sus secciones inferiores) y el Salesianos (con varias secciones inferiores).
En la temporada 1997-98 el equipo de División de Honor femenina se llamó Caja Cantabria Universidad Clubasa. En la primera fase de clasificación quedó en quinto lugar, por lo que tuvo que disputar una segunda fase por salvar la permanencia, en la que concluyó primero. En la siguiente temporada fueron penúltimas en la liga, por lo que tuvieron que volver a disputar la segunda fase por salvar la permanencia. En esta ocasión terminaron en quinto lugar. En la temporada 1999-00 se denominaron Caja Cantabria Universidad, y terminaron en sexto lugar la primera fase. Nuevamente tuvieron que disputar la fase de permanencia y finalizaron en tercer lugar. Desapareció en el año 2000 y sus derechos federativos fueron cedidos a la Agrupación Deportiva Sagardía, que disputó la competición con el nombre de Caja Cantabria Verdaloe.
Por su parte el Teka Universidad, filial del primer equipo, se convirtió en campeón de 2.ª Nacional masculina en la temporada 1993-94. Después disputó la Primera División Nacional hasta el año 2002-03 en el cual fue último clasificado.

## Datos del club
- Puesto histórico: 7.º.
- Temporadas en 1.ª: dieciocho.
- Mejor puesto en la liga: 1.º (dos veces).
- Peor puesto en la liga: 15.º (temporada 2006-07).

## Palmarés

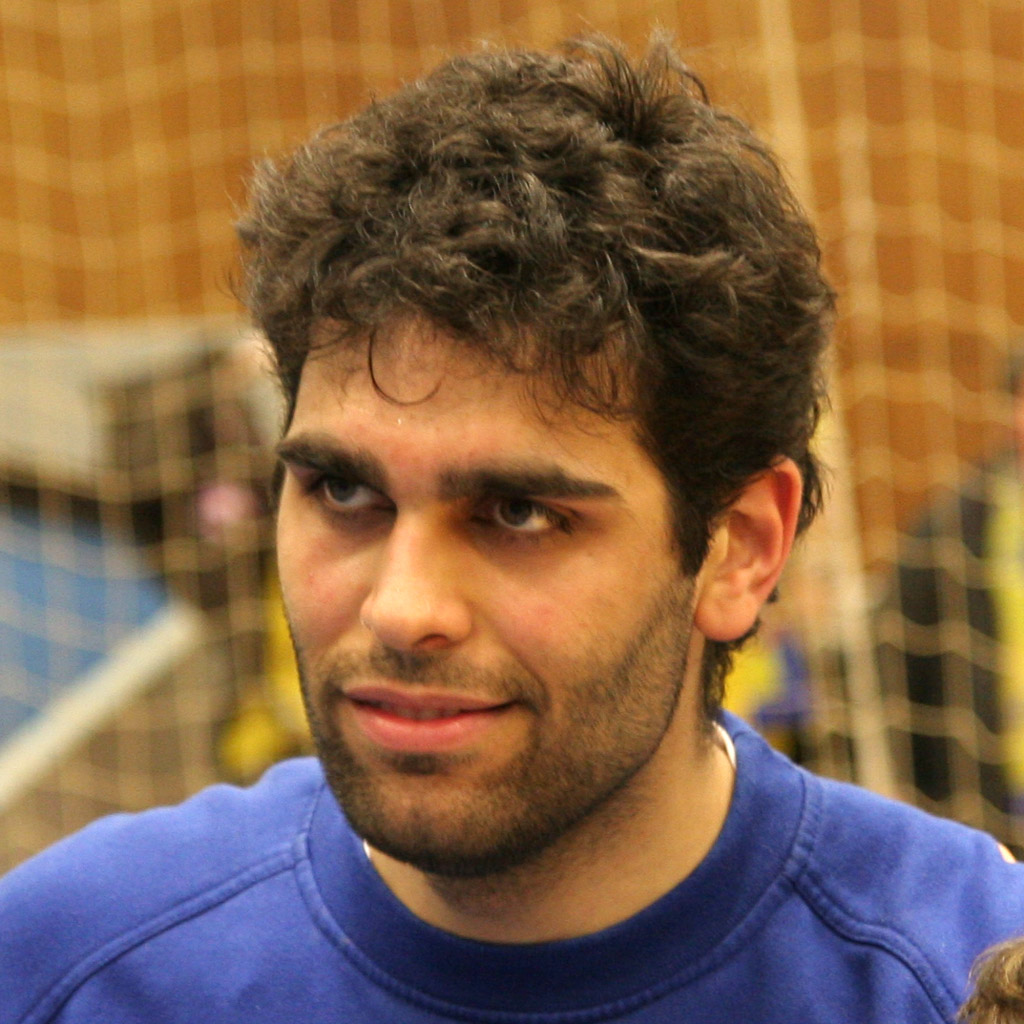
Asier Antonio, jugador del equipo desde 2002 hasta 2004.

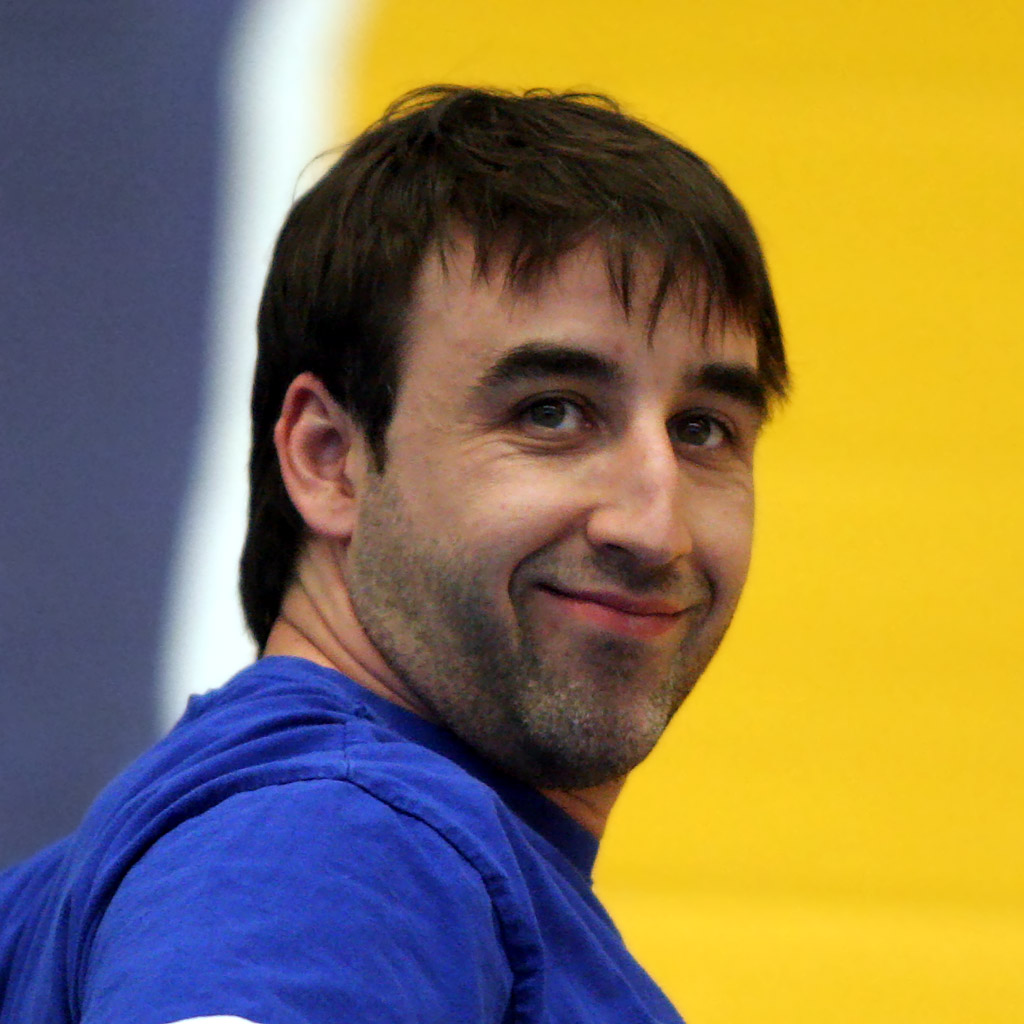
Juan Bosco Rentero, jugador desde 1999 hasta 2003.

### Torneos internacionales
| Competición                        | Títulos           | Subcampeonatos    |
| ---------------------------------- | ----------------- | ----------------- |
| Campeonato Mundial de Clubes (1/0) | 1996-97.          |                   |
| Copa de Europa (1/1)               | 1993-94.          | 1991-92.          |
| Recopa de Europa (2/2)             | 1989-90, 1997-98. | 1995-96, 1998-99. |
| Copa IHF (1/0)                     | 1992-93.          |                   |

### Torneos nacionales
| Competición               | Competición               | Títulos                             | Subcampeonatos             |
| ------------------------- | ------------------------- | ----------------------------------- | -------------------------- |
| Liga (2/4)                | División de Honor (0/2)   |                                     | 1988-89, 1989-90.          |
| Liga (2/4)                | Liga Asobal (2/2)         | 1992-93, 1993-94.                   | 1990-91, 1995-96.          |
| Copa del Rey (2/1)        | Copa del Rey (2/1)        | 1988-89, 1994-95.                   | 1996-97.                   |
| Copa Asobal (4/3)         | Copa Asobal (4/3)         | 1990-91, 1991-92, 1996-97, 1997-98. | 1992-93, 1994-95, 1995-96. |
| Supercopa de España (2/3) | Supercopa de España (2/3) | 1992-93, 1994-95.                   | 1990-91, 1995-96, 1997-98. |
| Primera Nacional (1/0)    | Primera Nacional (1/0)    | 1982-83.                            |                            |

## Pabellón

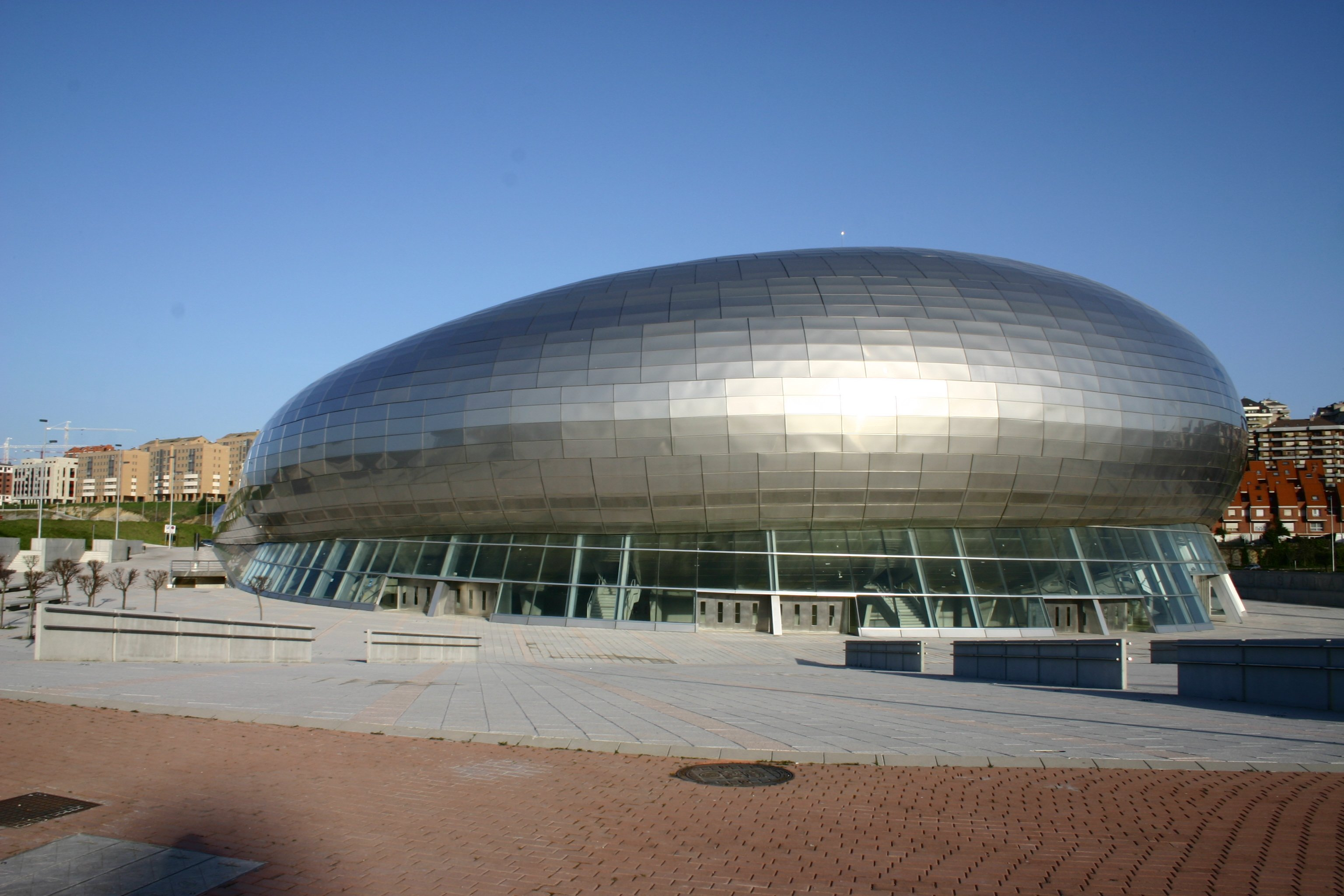
Palacio de los Deportes.

En los últimos años de existencia del club disputaba sus partidos en el Palacio de Deportes de Santander. El edificio es obra de los arquitectos Julián Franco y José Manuel Palao y se inauguró el 31 de mayo de 2003. Se encuentra situado en la calle Alcalde Vega Lamera s/n, al lado de otras grandes infraestructuras culturales y deportivas como el Palacio de Exposiciones y Congresos y los Campos de Sport de El Sardinero (estadio de fútbol donde juega el Real Racing Club de Santander). Es de diseño vanguardista y tiene una capacidad para albergar a 10 000 personas en grandes eventos (6000 asientos), con una pista de juego de 44 x 22 metros.
Anteriormente, disputaba los partidos en el Pabellón de La Albericia, situado en la Avenida del Deporte s/n, donde también jugó alguno de sus últimos partidos. Durante sus primeros años tenía una capacidad de 3300 espectadores, pero a comienzos de los años 90 se amplió hasta los 4000 actuales.

## Jugadores
En el club han jugado algunos de los balonmanistas más importantes de España y del mundo, como atestiguan los diferentes títulos que han obtenido con sus selecciones cuando eran miembros del club. Por ejemplo, Mateo Garralda fue incluido en el equipo ideal del Campeonato Mundial de 1993, además de haber sido uno de los jugadores con más partidos y goles en la historia de la selección española. Talant Dujshebaev, además de conseguir el premio al Jugador del Año de la IHF en dos ocasiones, también ganó el premio al mejor jugador del Campeonato Europeo de 1996. Otros jugadores que han destacado por haber disputado más de 140 encuentros con la selección española, han sido: José Javier Hombrados, Juan Francisco Muñoz Melo, Javier Cabanas, Jaume Fort, Iosu Olalla, Julián Ruíz, o Alberto Urdiales.

## Entrenadores
| Período   | Entrenador              | Observaciones |
| --------- | ----------------------- | --- |
| 1975-1985 | Rafael Pastor           | Destituido el 22 de octubre de 1985.                                                                                               |
| 1985-1987 | Luis Morante            | Sustituido al final de la temporada 1986-87.                                                                                       |
| 1987-1989 | Javier García Cuesta    | Comienza la temporada 1987-88. Se convierte en seleccionador nacional al término de la temporada 1988-1989.                        |
| 1989-1991 | Manolo Cadenas          | Destituido al final de la temporada 1990-91.                                                                                       |
| 1991-1993 | Emilio Alonso           | 1991-92 primera temporada, 1992-93 última.                                                                                         |
| 1993-1994 | Javier García Cuesta    | Dimitió por malos resultados en enero de 1994.                                                                                     |
| 1994-1997 | Julián Ruiz             | El 20 de enero de 1994 debutó como entrenador.                                                                                     |
| 1997-1998 | Valentín Pastor         | Tras la marcha de Ruiz al término de la temporada lo sustituye. A finales de octubre de 1998 fue destituido.                       |
| 1998-1999 | Jaume Puig              | Tras dirigir el equipo unos días Agustín Medina, tomó el cargo a comienzos de noviembre. Terminó al final de la temporada 1998-99. |
| 1999-2000 | Jovan "Jovica" Elezović | Comenzó la temporada 1999-00. |
| 2000-2001 | Juan José Campo         | |
| 2001-2004 | Julián Ruiz             | Llegó para la temporada 2001-02 por tres años. Fichó por el Bidasoa en marzo de 2004.                                              |
| 2004      | Juan José Campo         | Se hizo cargo del equipo tras la marcha de Ruiz, hasta final de temporada.                                                         |
| 2004-2006 | Alberto Urdiales        | Fichado al comienzo de la temporada 2004-05. Destituido tras terminar la temporada 2005-06.                                        |
| 2006-2007 | Fran Ávila              | Fichado el 5 de junio de 2006, y rescindió su contrato al año siguiente.                                                           |
| 2007-2008 | Juan Domínguez Munaiz   | Fichado el 21 de junio de 2007. |

## Presidentes
| Período   | Presidente              | Observaciones |
| --------- | ----------------------- | --- |
| 1975-1996 | José Gómez Casuso       | José Antonio Revilla fue delegado y fundador del club, además de convencer a Gómez Casuso para coger la presidencia. Posteriormente fue gerente del club. |
| 1996-1999 | Tomás Franco            | |
| 1999-2003 | Miguel Ángel Díaz       | Comenzó como presidente cuando el Racing se hizo cargo de la gestión del club y estuvo hasta 2003.                                                        |
| 2003-2004 | Dmitry Piterman         | Se hizo cargo del club en octubre de 2003. Tras una moción de censura de los socios del club dejó el cargo en marzo de 2004.                              |
| 2004      | Roberto González Arroyo | Sustituyó a Piterman tras obtener el 45,81 % de los votos.                                                                                                |
| 2004-2008 | Pedro Ruiz              | Tras dimitir González por motivos personales se hizo cargo del club debido a que era el vicepresidente. Dimitió en agosto de 2008.                        |